# Lacewood Productions
Lacewood Productions è stato uno studio di animazione canadese situato ad Ottawa in Ontario. È nota soprattutto per aver prodotto le serie animate Katie and Orbie, For Better of For Worse (anche se non ci sono mai stati doppiaggi italiani di questi due cartoni animati), Savage Dragon e il film d'animazione La favola del principe schiaccianoci'.

## Produzioni

### Cinema
- The Railway Dragon (1989)
- La favola del principe schiaccianoci (1990)
- The Last Camping Trip (1992)
- The Birthday Dragon (1992)
- The Good-for-Nothing (1992)
- A Christmas Angel (1992)
- A Valentine from the Heart (1993)
- The Babe Magnet (1993)
- A Storm in April (1997)

### Televisione
- The Ren and Stimpy Show (1991)
- Katie and Orbie (1993)
- Monster Force (1994)
- Junior combinaguai (S2, 1994)
- Savage Dragon (1995, S1)